# Antanas Mikėnas
Antanas Mikėnas (* 24. Februar 1924 in Butkiškiai bei Ramygala, heute: Rajongemeinde Panevėžys; † 23. September 1994 in Vilnius) war ein litauischer Geher, der für Spartak Vilnius und international für die Sowjetunion startete. Er war 1,78 m groß und wog 69 kg.

## Leben
Mikėnas gewann bei den Olympischen Spielen 1956 in Melbourne die Silbermedaille im 20-km-Gehen hinter Leonid Spirin und vor Bruno Junk.
Mikėnas arbeitete als Sportlehrer an Schulen in Ramygala und Kėdainiai, ab 1952 am litauischen Institut für Körperkultur. Von 1959 bis 1989 war er Trainer und Professor an der Universität Vilnius.